# 橋口佳奈
橋口 佳奈（はしぐち かな、1992年10月9日 - ）は、日本の作曲家、編曲家。ミラクル・バス所属。福岡県出身。

## 歴史
国立音楽大学作曲学科卒業。3歳より電子オルガン、ピアノを始め、大学在学時より多くの劇伴制作に関わる。

## 作品

### テレビアニメ
2015年
- 機動戦士ガンダム 鉄血のオルフェンズ（オーケストレーション）

2017年
- Fate/Apocrypha（オーケストレーション）

2020年
- A3!（横山克と共同）

2022年
- 乙女ゲー世界はモブに厳しい世界です（新田目翔と共同）
- ようこそ実力至上主義の教室へ 2nd Season（横山克と共同）

2023年
- ノケモノたちの夜（堤博明と共同）

2025年
- マジック・メイカー 〜異世界魔法の作り方〜（吉川慶と共同）
- 対ありでした。 〜お嬢さまは格闘ゲームなんてしない〜

時期未発表
- 上伊那ぼたん、酔へる姿は百合の花

### 劇場アニメ
2018年
- モンスターストライク THE MOVIE ソラノカナタ（オーケストレーション）

2019年
- BLACKFOX（横山克と共同）

2024年
- トラペジウム（「聖南テネリタス女学院校歌」歌唱）

### ゲーム
2021年
- ラグナドール（オーケストレーション）

### テレビドラマ
2021年
- らせんの迷宮〜DNA科学捜査〜
- 群青領域
- 雨の日

### 実写映画
2017年
- 未成年だけどコドモじゃない（オーケストレーション）

### 報道・情報番組
2015年
- NHK総合テレビジョン「ニュースウオッチ9」

2021年
- NHK福島放送局「はまなかあいづToday」

### 朗読劇
2018年
- いつもポケットにショパン

### その他
2018年
- わろてんか（連続テレビ小説、オーケストレーション）

### 楽曲提供
2019年
- 亜沙「労働者のバラッド」（作曲・編曲）